# ジェシカ・アイ
ジェシカ・アイ（Jessica Eye、1986年7月27日 - ）は、アメリカ合衆国の女性元総合格闘家。オハイオ州バーバートン出身。ストロングスタイル・ファイトチーム所属。

## 来歴
16歳の時に飲酒運転の車に轢かれ、背骨を骨折、3か月間絶対安静の生死をさまよう。アイはこの経験が現在の総合格闘技の成功に繋がったと語っている。
アマチュアの戦績は5戦全勝で、バーブ・ホンチャックにも勝っている。
2010年6月5日、プロデビュー戦をTKO勝利。
2012年12月7日、Bellator 83でゾイラ・フラウストと対戦し、肩固めで見込み一本勝ち。
2013年6月1日、カリーナ・ダムと対戦し、判定勝利。

### UFC
2013年10月19日、UFC 166で女子バンタム級ランキング2位のサラ・カフマン対戦し、2-1の判定勝利を収めるが、アイにマリファナの陽性反応が検出され、試合結果がノーコンテストに変更、アイには罰金と1年間の執行猶予処分が下された。しかし、試合が開催されたテキサス州のアスレチック・コミッションが規程するマリファナの制限値は15 ng/MLで、アイはそれをわずかに1 ng/ML上回る16 ng/mLで摘発されたが、オリンピックで採用されている世界アンチ・ドーピング機関が規程する制限値及び、ネバダ州アスレチック・コミッションが規程する制限値が共にそれよりも10倍高い150 ng/MLであったため、テキサス州アスレチック・コミッションの規定値が厳しすぎることや、テキサス州アスレチック・コミッションの発表が試合から4か月後と通常より遅い発表となったことで議論を呼んだ。
2014年2月22日、UFC 170で女子バンタム級ランキング3位のアレクシス・デイビスと対戦し、1-2の判定負け。
2014年11月15日、UFC 180で女子バンタム級ランキング13位のレスリー・スミスと対戦し、TKO勝ち。
2015年7月25日、UFC on FOX 16の女子バンタム級王座挑戦者決定戦で女子バンタム級2位のミーシャ・テイトと対戦し、0-3の判定負けを喫した。
2015年10月3日、UFC 192で女子バンタム級ランキング14位のジュリアナ・ペーニャと対戦し、0-3の判定負けを喫した。
2016年5月29日、UFC Fight Night: Almeida vs. Garbrandtで女子バンタム級ランキング6位のサラ・マクマンと対戦し、判定負けを喫した。
2016年9月10日、UFC 203で女子バンタム級ランキング11位のベチ・コヘイアと対戦し、2-1の判定負けを喫した。
2018年1月14日、フライ級転向初戦となったUFC Fight Night: Stephens vs. Choiで女子フライ級ランキング12位のカリンドラ・ファリアと対戦し、2-1で判定勝ち。
2018年6月23日、UFC Fight Night: Cowboy vs. Edwardsで女子フライ級ランキング9位のジェシカ・ローズ・クラークと対戦し、判定勝ち。
2018年12月8日、UFC 231で女子フライ級ランキング3位のケイトリン・チュケイギアンと対戦し、2-1の判定勝ち。
2019年6月8日、UFC 238のUFC世界女子フライ級タイトルマッチで王者のヴァレンティーナ・シェフチェンコに挑戦し、2Rに左ハイキックでKO負け。王座獲得に失敗した。
2019年12月14日、UFC 245で女子フライ級ランキング5位のビビアン・アラウジョと対戦し、3-0の判定勝ち。なお、この試合はアイが131ポンドと6ポンドの体重超過をしたため、ファイトマネーの30%をアラウジョに譲渡して行われた。
2021年1月24日、UFC 257で女子フライ級ランキング7位のジョアン・コールダウッドと対戦し、0-3の判定負け。
2021年7月10日、UFC 264で女子フライ級ランキング4位のジェニファー・マイアと対戦し、0-3の判定負け。
2022年7月2日、UFC 276で女子フライ級ランキング13位のメイシー・バーバーと対戦し、0-3の判定負け。試合後に引退を発表した。

## 戦績
| 総合格闘技 戦績 | 総合格闘技 戦績 | 総合格闘技 戦績 | 総合格闘技 戦績 | 総合格闘技 戦績 | 総合格闘技 戦績 | 総合格闘技 戦績 |
| --------------- | --------------- | --------------- | --------------- | --------------- | --------------- | --------------- |
| 27 試合         | (T)KO           | 一本            | 判定            | その他          | 引き分け        | 無効試合        |
| 15 勝           | 3               | 1               | 11              | 0               | 0               | 1               |
| 11 敗           | 1               | 1               | 9               | 0               | 0               | 1               |

| 勝敗 | 対戦相手                         | 試合結果                        | 大会名                                                            | 開催年月日     |
| ×    | メイシー・バーバー               | 5分3R終了 判定0-3               | UFC 276: Adesanya vs. Cannonier                                   | 2022年7月2日   |
| ×    | ジェニファー・マイア             | 5分3R終了 判定0-3               | UFC 264: Poirier vs. McGregor 3                                   | 2021年7月10日  |
| ×    | ジョアン・コールダウッド         | 5分3R終了 判定0-3               | UFC 257: Poirier vs. McGregor 2                                   | 2021年1月24日  |
| ×    | シンシア・カルビーロ             | 5分5R終了 判定0-3               | UFC on ESPN 10: Eye vs. Calvillo                                  | 2020年6月13日  |
| ○    | ビビアン・アラウジョ             | 5分3R終了 判定3-0               | UFC 245: Usman vs. Covington                                      | 2019年12月14日 |
| ×    | ヴァレンティーナ・シェフチェンコ | 2R 0:26 KO（左ハイキック）      | UFC 238: Cejudo vs. Moraes 【UFC世界女子フライ級タイトルマッチ】  | 2019年6月8日   |
| ○    | ケイトリン・チュケイギアン       | 5分3R終了 判定2-1               | UFC 231: Holloway vs. Ortega                                      | 2018年12月8日  |
| ○    | ジェシカ・ローズ・クラーク       | 5分3R終了 判定3-0               | UFC Fight Night: Cowboy vs. Edwards                               | 2018年6月23日  |
| ○    | カリンドラ・ファリア             | 5分3R終了 判定2-1               | UFC Fight Night: Stephens vs. Choi                                | 2018年1月14日  |
| ×    | ベチ・コヘイア                   | 5分3R終了 判定1-2               | UFC 203: Miocic vs. Overeem                                       | 2016年9月10日  |
| ×    | サラ・マクマン                   | 5分3R終了 判定0-3               | UFC Fight Night: Almeida vs. Garbrandt                            | 2016年5月29日  |
| ×    | ジュリアナ・ペーニャ             | 5分3R終了 判定0-3               | UFC 192: Cormier vs. Gustafsson                                   | 2015年10月3日  |
| ×    | ミーシャ・テイト                 | 5分3R終了 判定0-3               | UFC on FOX 16: Dillashaw vs. Barao 2                              | 2015年7月25日  |
| ○    | レスリー・スミス                 | 2R 1:30 TKO（ドクターストップ） | UFC 180: Werdum vs. Hunt                                          | 2014年11月15日 |
| ×    | アレクシス・デイビス             | 5分3R終了 判定1-2               | UFC 170: Rousey vs. McMann                                        | 2014年2月22日  |
| －   | サラ・カフマン                   | ノーコンテスト（薬物検査失格）  | UFC 166: Velasquez vs. dos Santos 3                               | 2013年10月19日 |
| ○    | カリーナ・ダム                   | 5分3R終了 判定3-0               | NAAFS: Fight Night in the Flats 9                                 | 2013年6月1日   |
| ○    | ゾイラ・フラウスト               | 1R 0:58 TKO（肩固め）           | Bellator 83                                                       | 2012年12月7日  |
| ○    | アンジェラ・マガーニャ           | 5分3R終了 判定3-0               | NAAFS: Rock N Rumble 6                                            | 2012年8月17日  |
| ○    | アニータ・ロドリゲス             | 5分3R終了 判定3-0               | Bellator 66                                                       | 2012年4月20日  |
| ○    | ケリー・ウォーレン               | 5分3R終了 判定3-0               | NAAFS: Caged Vengeance 10                                         | 2012年2月18日  |
| ○    | ジェニファー・スコット           | 5分3R終了 判定3-0               | NAAFS: Night of Champions 2011                                    | 2011年11月23日 |
| ○    | ケーシー・ノーランド             | 5分3R終了 判定2-1               | Bellator 51                                                       | 2011年9月24日  |
| ×    | アシュリン・デイリー             | 2R 4:00 チョークスリーパー      | NAAFS: Fight Night in the Flats 7 【NAAFS女子フライ級王座決定戦】 | 2011年6月4日   |
| ○    | アシュリー・ニー                 | 1R 4:34 TKO（パンチ）           | Ring of Combat 34 【ROC北米女子130ポンド級王座決定戦】            | 2011年2月4日   |
| ○    | マリッサ・コールドウェル         | 5分3R終了 判定3-0               | NAAFS: Eve of Destruction 1                                       | 2010年9月18日  |
| ○    | アマンダ・ラヴォイ               | 2R 3:18 TKO（肘打ち）           | NAAFS: Fight Night in the Flats 6                                 | 2010年6月5日   |

## 獲得タイトル
- 初代ROC北米女子130ポンド級王座（2011年）